# Nowa Wieś (gmina Sokołów Podlaski)
Nowa Wieś (alt. Nowa Wieś Grochowska) – wieś w Polsce, położona w województwie mazowieckim, w powiecie sokołowskim, największa w gminie Sokołów Podlaski. Ma status sołectwa.
1 lipca 1987 część wsi Nowa Wieś (26,80 ha) włączono do Sokołowa Podlaskiego.
W latach 1975–1998 miejscowość należała administracyjnie do województwa siedleckiego.
Wierni Kościoła rzymskokatolickiego należą do parafii Miłosierdzia Bożego w Sokołowie Podlaskim

## Historia

### XIX wiek
Słownik geograficzny Królestwa Polskiego z 1886 roku opisuje Nową Wieś jako leżącą w powiecie sokołowskim, gminie Kudelczyn. "Od Siedlec 32 wiorst, od Sokołowa 4 wiorsty. Ma 16 domów, 315 mieszkańców, wieś ma 47 os., 62 mr. [morgi] 84 pr. [pręty] ziemi włościańskiej.
Wieś założoną została przez ks. Ogińskich, którzy w r. 1812 osadzili na swych gruntach powracających z pod Moskwy Francuzów. Czy powrócili z czasem do swej ojczyzny, czy zmieszali się z miejscową ludnością, na pewno nie wiadomo. Jest podanie, że wymarli wszyscy podczas cholery w 1855 r. Dziś nie ma po nich śladu, jedyną pamiątką jest dębowy krzyż stojący przy drodze z francuskim napisem, w połowie zatartym.
Folwark Nowa Wieś wchodził dawniej w skład dóbr Sokołów, a od r. 1882 należy do dóbr Przeździatka. Obejmuje przestrzeni: ogrodów warzywnych 5 mr. 185 pr., ogrodów owocowych 2 mr. 20 pr., gruntu ornego 810 mr.  270 pr., łąk 12 mr. 206 pr., wód 3 mr. 287 pr., nieużytków 276 pr., pod zabudowaniami 6 mr. 29 pr. Płodozmian zaprowadzony od lat 40, obecnie 11-polowy. Budynków 17, z tych 3 murowane. W 1827 r. było tu 17 domów, 131 mieszkańców."

### Druga wojna światowa
Podczas II wojny światowej w domach mieszkańców wsi zamieszkiwali Niemcy, prawdopodobnie oficerowie. Niektórzy z nich informowali wcześniej ludność o łapankach, dzięki czemu osoby łapane, głównie mężczyźni, mogli uciec do lasu i przeczekać niebezpieczne chwile. Ciekawostką jest, że pewien młody oficer lubił dawać dzieciom rodziny, u której mieszkał, cukierki lub kostki cukru.
Po przegranej Niemców do wsi zawitali Sowieci. Mimo przedstawiania Nazistów jako tych najgorszych, starsi mieszkańcy wsi, wspominając wojnę zaznaczają również, że Sowieci byli dużo gorsi, np. zamiast zerwać jabłko do zjedzenia oberwali całą gałąź, zamiast zjeść porządny obiad złapali kurę, ukręcili jej łeb, wrzucili do garnka i jedli nie patrząc na to, czy rodzina "goszcząca" będzie miała co jeść. W odróżnieniu od Niemców nie używali również naczyń oraz sztućców.

### Czasy powojenne
Po wojnie powstało Kółko Rolnicze wraz ze stacją benzynową (obecnie niedziałającą), szkoła podstawowa, Ochotnicza Straż Pożarna, Gminny Sklep (GS) oraz restauracja. W późniejszym czasie również blok mieszkalny nazywany Domem Nauczyciela oraz przedszkole (w miejscu restauracji).
W miejscowości znajdują się również okręgowa stacja kontroli pojazdów, zbiornik wodny na terenie remizy, boisko, plac zabaw, plac do siatkówki plażowej, siłownia zewnętrzna, miejsce edukacyjne z paleniskiem, sala komputerowa, filia gminnej biblioteki publicznej oraz sala na pierwszym piętrze remizy strażackiej. Od kilku lat działa Koło Gospodyń Wiejskich oraz żłobek.
W 2020 roku do Nowej Wsi dołączona została Kolonia Nowa Wieś, która utworzyła Ulicę Kolonia. Łącznie miejscowość tworzy 7 ulic.

## OSP Nowa Wieś
Ochotniczą Straż Pożarną zorganizowano w roku 1958. W 1970 r. Powiatowa Komenda Straży Pożarnej przekazała OSP w Nowej Wsi samochód bojowy Star 20. W 1981 zakończono budowę remizy, rozpoczętą w 1975 r. przez mieszkańców. W październiku 1992 Minister Spraw Wewnętrznych Andrzej Milczanowski złożył OSP wyrazy uznania oraz podziękowania za poświęcenie w akcji gaszenia pożarów w Nadleśnictwie Rudy Raciborskiej spowodowanych suszą, które miały miejsce latem tego samego roku. 
- 11 lipca 1993 na podstawie statutu związku ochotniczych straży pożarnych RP Zarząd Wojewódzki w Siedlcach nadał sztandar Ochotniczej Straży Pożarnej w Nowej Wsi.
- 15 marca 1995 jednostka została włączona do Krajowego Systemu Ratowniczo-Gaśniczego[11].
- 10 grudnia 2000 roku jednostka otrzymała z Komendy Wojewódzkiej PSP w Warszawie samochód gaśniczy Jelcz 004.
- 24 listopada 2009 nastąpiło uroczyste przekazanie kluczyków do samochodu gaśniczego Volvo FL 96 przez wójta gminy.
- 8 maja 2021 roku nastąpiło uroczyste przybycie samochodu gaśniczego Mercedes-Benz Atego 1329, pozyskanego dzięki staraniom Druhów, Wójta Gminy Sokołów Podlaski Janusza Kur oraz Radzie Gminy. Nowy samochód zastąpił wysłużone Volvo.[12]
- 20 grudnia 2024, po wieloletnich staraniach, roku odbyło się uroczyste powitanie pierwszego w Gminie Sokołów Podlaski, fabrycznie nowego i w pełni wyposażonego ciężkiego wozu ratowniczo-gaśniczego Scania P450 XT o pojemności 7000 litrów wody oraz 700 litrów środka pianotwórczego.[13]